# Бег (коммуна)
Бег (фр. Bègues) — коммуна во Франции, находится в регионе Овернь. Департамент коммуны — Алье. Входит в состав кантона Ганна. Округ коммуны — Виши.
Код INSEE коммуны — 03021.

## Население
Население коммуны на 2008 год составляло 230 человек.
| 1962 | 1968 | 1975 | 1982 | 1990 | 1999 | 2008 |
| ---- | ---- | ---- | ---- | ---- | ---- | ---- |
| 123  | 150  | 152  | 196  | 193  | 202  | 230  |

## Экономика
В 2007 году среди 141 человека в трудоспособном возрасте (15—64 лет) 102 были экономически активными, 39 — неактивными (показатель активности — 72,3 %, в 1999 году было 68,9 %). Из 102 активных работали 91 человек (52 мужчины и 39 женщин), безработных было 11 (6 мужчин и 5 женщин). Среди 39 неактивных 8 человек были учащимися или студентами, 18 — пенсионерами, 13 были неактивными по другим причинам.

## Достопримечательности
- Романская церковь
- Виадук Руза (1869)
- Виадук Нёвьяль (1869)